# Regla del 30
En el contexto de los incendios forestales, la regla del 30, regla de los tres 30, regla de los 30, norma 30/30/30, regla 30-30-30, fórmula 30/30/30, fórmula 30-30-30, fórmula del 30-30-30 o escala del 30 son términos que se refieren a la confluencia de condiciones meteorológicas que aumentan considerablemente el riesgo de incendio: temperaturas superiores a los 30 grados, rachas de vientos del orden o superiores a 30 kilómetros por hora y una humedad relativa del aire inferior al 30 %.
Esta confluencia, que aumenta de forma significativa la propagación del incendio forestal, se da en alrededor del 35 % de los grandes incendios forestales.